# Parijs-Roubaix 2012
De 110e editie van de wielerklassieker Parijs-Roubaix werd op zondag 8 april 2012 verreden. Winnaar van deze editie van de 'Hel van het noorden' was Tom Boonen. Hij wist in de voorafgaande weken ook al de E3 Harelbeke, Gent-Wevelgem en de Ronde van Vlaanderen te winnen.

## Parcours
Het parcours van Parijs-Roubaix leidt langs allerlei kasseistroken waarvan het Bos van Wallers-Arenberg, de Mons-en-Pévèle (Pevelenberg) en de Carrefour de l'Arbre de bekendste zijn. Kasseistroken zijn straten (landweggetjes) die betegeld zijn met allemaal losse kasseistenen (kalsei(d)en). De bovenkant van die kubusvormige natuurstenen zijn afgerond, vandaar de naam 'kinderkopjes'. Tussen de stenen ligt zand, begroeid met mos of gras. Bij regenweer is een kasseibaan zeer glad, en bij lange droogte komt er veel stof vrij, vandaar de naam 'hel van het Noorden', 'l'enfer du Nord'.

## Kasseistroken
| Sector | Kilometer | Naam                                | Lengte (km) | Zwaarte           |
| ------ | --------- | ----------------------------------- | ----------- | ----------------- |
| 27     | 98        | Troisvilles à Inchy                 | 2,2         | * · * · *         |
| 26     | 104,5     | Viesly à Quiévy                     | 1,8         | * · * · *         |
| 25     | 107       | Quiévy à Saint-Python               | 3,7         | * · * · * · *     |
| 24     | 115,5     | Saint-Python                        | 1,5         | * · *             |
| 23     | 119,5     | Vertain à Saint-Martin-sur-Écaillon | 2,3         | * · * · *         |
| 22     | 126,5     | Capelle-sur-Écaillon à Ruesnes      | 1,7         | * · * · *         |
| 21     | 142,5     | Aulnoy-lez-Valenciennes - Famars    | 2,6         | * · * · * · * · * |
| 20     | 146       | Famars à Quérénaing                 | 1,2         | * · *             |
| 19     | 149       | Quérénaing à Maing                  | 2,5         | * · * · *         |
| 18     | 152       | Maing à Monchaux-sur-Écaillon       | 1,6         | * · * · *         |
| 17     | 164       | Haveluy à Wallers                   | 2,5         | * · * · * · *     |
| 16     | 172       | Bos van Wallers-Arenberg            | 2,4         | * · * · * · * · * |
| 15     | 178,5     | Millonfosse à Bousignies            | 1,4         | * · * · *         |
| 14-1   | 183,5     | Brillon à Tilloy-lez-Marchiennes    | 1,1         | * · *             |
| 14-2   | 186       | Tilloy à Sars-et-Rosières           | 2,4         | * · * · *         |
| 13     | 192,5     | Beuvry-la-Forêt à Orchies           | 1,4         | * · * · *         |
| 12     | 197,5     | Orchies                             | 1,7         | * · * · *         |
| 11     | 203,5     | Auchy-lez-Orchies à Bersée          | 2,6         | * · * · *         |
| 10     | 209       | Mons-en-Pévèle                      | 3,0         | * · * · * · * · * |
| 9      | 215       | Mérignies à Avelin                  | 0,7         | * · *             |
| 8      | 218,5     | Pont-Thibaut à Ennevelin            | 1,4         | * · * · *         |
| 7      | 224       | Templeuve - L'Épinette              | 0,2         | *                 |
| 7      | 224,5     | Templeuve – Moulin de Vertain       | 0,5         | * · * · *         |
| 6      | 231       | Cysoing à Bourghelles               | 1,3         | * · * · * · *     |
| 6      | 233,5     | Bourghelles à Wannehain             | 1,1         | * · * · * · *     |
| 5      | 238       | Camphin-en-Pévèle                   | 1,8         | * · * · * · *     |
| 4      | 241       | Carrefour de l'Arbre                | 2,1         | * · * · * · * · * |
| 3      | 243       | Gruson                              | 1,1         | * · *             |
| 2      | 250       | Willems à Hem                       | 1,4         | *                 |
| 1      | 256,5     | Roubaix                             | 0,3         | *                 |

## Deelnemende ploegen
| 18 UCI World Tour-ploegen | 18 UCI World Tour-ploegen | 18 UCI World Tour-ploegen | 7 wildcards                 |
| ------------------------- | ------------------------- | ------------------------- | --------------------------- |
| AG2R-La Mondiale          | Lampre-ISD                | Sky ProCycling            | Argos-Shimano               |
| Astana Pro Team           | Liquigas-Cannondale       | Team Garmin-Sharp         | Bretagne-Schuller           |
| BMC Racing Team           | Lotto-Belisol             | Team Katjoesja            | Cofidis, le crédit en ligne |
| Euskaltel-Euskadi         | Omega Pharma-Quick Step   | Team Movistar             | Europcar                    |
| FDJ-BigMat                | Rabobank                  | Saxo Bank-Tinkoff Bank    | Farnese Vini–Selle Italia   |
| Orica-GreenEdge           | RadioShack-Nissan-Trek    | Vacansoleil-DCM           | Team NetApp                 |
|                           |                           |                           | Saur-Sojasun                |

## Uitslag
| Parijs-Roubaix 2012 |                     |                             |            |
| Plaats              | Naam                | Ploeg                       | Tijd       |
| Winnaar             | Tom Boonen          | Omega Pharma-Quick Step     | 5u 55' 22" |
| 2                   | Sébastien Turgot    | Team Europcar               | +01' 39"   |
| 3                   | Alessandro Ballan   | BMC Racing Team             | z.t.       |
| 4                   | Juan Antonio Flecha | Sky ProCycling              | z.t.       |
| 5                   | Niki Terpstra       | Omega Pharma-Quick Step     | z.t.       |
| 6                   | Lars Boom           | Rabobank                    | +01' 43"   |
| 7                   | Matteo Tosatto      | Team Saxo Bank              | +03' 31"   |
| 8                   | Mathew Hayman       | Sky ProCycling              | z.t.       |
| 9                   | Johan Vansummeren   | Team Garmin-Barracuda       | z.t.       |
| 10                  | Maarten Wynants     | Rabobank                    | z.t.       |
| 11                  | Luca Paolini        | Team Katjoesja              | z.t.       |
| 12                  | Matthieu Ladagnous  | FDJ-BigMat                  | z.t.       |
| 13                  | Grégory Rast        | RadioShack-Nissan-Trek      | +04' 37"   |
| 14                  | Thor Hushovd        | BMC Racing Team             | z.t.       |
| 15                  | Taylor Phinney      | BMC Racing Team             | z.t.       |
| 16                  | Steve Chainel       | FDJ-BigMat                  | z.t.       |
| 17                  | Kevin Hulsmans      | Farnese Vini–Selle Italia   | z.t.       |
| 18                  | Aleksejs Saramotins | Cofidis, le crédit en ligne | z.t.       |
| 19                  | Jimmy Casper        | AG2R-La Mondiale            | z.t.       |
| 20                  | Marco Marcato       | Vacansoleil-DCM             | z.t.       |

1896 · 
1897 · 
1898 · 
1899 · 
1900 · 
1901 · 
1902 · 
1903 · 
1904 · 
1905 · 
1906 · 
1907 · 
1908 · 
1909 · 
1910 · 
1911 · 
1912 · 
1913 · 
1914 · 
1915 · 
1916 · 
1917 · 
1918 · 
1919 · 
1920 · 
1921 · 
1922 · 
1923 · 
1924 · 
1925 · 
1926 · 
1927 · 
1928 · 
1929 · 
1930 · 
1931 · 
1932 · 
1933 · 
1934 · 
1935 · 
1936 · 
1937 · 
1938 · 
1939 · 
1940 · 
1941 · 
1942 · 
1943 · 
1944 · 
1945 · 
1946 · 
1947 · 
1948 · 
1949 · 
1950 · 
1951 · 
1952 · 
1953 · 
1954 · 
1955 · 
1956 · 
1957 · 
1958 · 
1959 · 
1960 · 
1961 · 
1962 · 
1963 · 
1964 · 
1965 · 
1966 · 
1967 · 
1968 · 
1969 · 
1970 · 
1971 · 
1972 · 
1973 · 
1974 · 
1975 · 
1976 · 
1977 · 
1978 · 
1979 · 
1980 · 
1981 · 
1982 · 
1983 · 
1984 · 
1985 · 
1986 · 
1987 · 
1988 · 
1989 · 
1990 · 
1991 · 
1992 · 
1993 · 
1994 · 
1995 · 
1996 · 
1997 · 
1998 · 
1999 · 
2000 · 
2001 · 
2002 · 
2003 · 
2004 · 
2005 · 
2006 · 
2007 · 
2008 · 
2009 · 
2010 · 
2011 ·
2012 · 
2013 ·
2014 ·
2015 ·
2016 ·
2017 ·
2018 ·
2019 ·
2020 · 
2021 · 
2022 · 
2023 · 
2024 · 
2025
 Tour Down Under · 
 Parijs-Nice · 
 Tirreno-Adriatico · 
 Milaan-San Remo · 
 Ronde van Catalonië · 
 E3 Harelbeke · 
 Gent-Wevelgem · 
 Ronde van Vlaanderen · 
 Ronde van het Baskenland · 
 Parijs-Roubaix · 
 Amstel Gold Race · 
 Waalse Pijl · 
 Luik-Bastenaken-Luik · 
 Ronde van Romandië · 
 Ronde van Italië · 
 Critérium du Dauphiné · 
 Ronde van Zwitserland · 
 Ronde van Frankrijk · 
 Ronde van Polen · 
  Eneco Tour · 
 Clásica San Sebastián · 
 Ronde van Spanje · 
 Vattenfall Cyclassics · 
 GP Ouest France-Plouay · 
 Grote Prijs van Quebec · 
 Grote Prijs van Montreal · 
 UCI Ploegentijdrit · 
 Ronde van Lombardije · 
 Ronde van Peking